# 데얀 쿨루셰프스키
데얀 쿨루셰프스키(마케도니아어: Дејан Кулушевски, 스웨덴어: Dejan Kulusevski, 2000년 4월 25일 ~ )는 스웨덴의 축구 선수로, 현재 잉글랜드 프리미어리그의 토트넘 홋스퍼에서 윙어, 미드필더로 뛰고 있다.

## 구단 경력
데얀 쿨루셉스키는 스웨덴 스톡홀름에서 북마케도니아계 부모의 아들로 태어났다. 이탈리아 아탈란타 유소년 팀에서 성장했고 2019년에 성인 팀에서 데뷔했다. 2019-20 세리에 A 시즌 초반에 파르마로 임대 이적했다가 겨울 이적 시장 때 3,500만 유로의 금액으로 유벤투스로 이적했다. 2020-21 세리에 A 시즌을 앞두고 다시 파르마로 임대 이적했다. 이후 완전 이적옵션을 포함하여 토트넘으로 임대 이적 이후 완전이적했다.

## 국가대표 경력
스웨덴에서 태어나 오흐리드 출신의 마케도니아계 부모님을 두고 태어났으며, 쿨루셰브스키는 모든 스웨덴 청소년 국가대표팀에서 뛰었으며, Macedonia under-17 국가대표팀 또한 뛰었다. 그는 2019년 11월에 루마니아와 페로 제도와의 UEFA 유로 2020 예선 경기를 위해 첫 번째로 스웨덴 국가대표팀에 선발되었다. 쿨루셰브스키는 스웨덴을 대표하는 것이 '쉬운 선택'이었다고 말했는데, 언제나 스웨덴을 대표하는 것이 그의 선호였기 때문이라고 밝혔다.
쿨루셰브스키는 2019년 11월 18일 유로 2020 예선 마지막 경기에서 페로 제도를 상대로 3-0으로 이긴 경기에서 켄 세마 대신 교체로 출전하여 스웨덴 선수로서 첫 경기에 출전했다. 2020년 9월 8일에는 2020-21 UEFA 네이션스 리그에서 포르투갈에 0-2로 패배한 경기에서 90분간 출전하여 스웨덴 대표팀으로 첫 스타팅을 하였으며, 알빈 에크달에게 교체되었다. 2020년 11월 14일에는 네이션스 리그에서 크로아티아를 상대로 2-1로 이긴 경기에서 쿨루셰브스키가 스웨덴을 대표하여 첫 골을 넣었다.
2021년 6월 8일, 쿨루셰브스키는 스웨덴의 코로나19 팬데믹 중에 코로나19 양성 판정을 받아, 6월 14일 스페인과의 스웨덴의 개막전 UEFA 유로 2020 경기에 출전할 수 없게 되었다.

## 출전 통계
| 클럽     | 시즌    | 출전 | 득점 | 도움 |
| -------- | ------- | ---- | ---- | ---- |
| 아탈란타 | 2018-19 | 3    | 0    | 0    |
| 파르마   | 2019-20 | 39   | 10   | 8    |
| 유벤투스 | 2020-21 | 47   | 7    | 6    |
| 유벤투스 | 2021-22 | 27   | 2    | 3    |
| 토트넘   | 2021-22 | 20   | 5    | 8    |
| 토트넘   | 2022-23 | 37   | 2    | 8    |
| 토트넘   | 2023-24 | 39   | 8    | 3    |
| 토트넘   | 2024-25 | 28   | 7    | 8    |

## 수상

### 클럽
유벤투스
- 코파 이탈리아 : 2020-21[13]
- 수페르코파 이탈리아나 : 2020[13]

토트넘 홋스퍼
- UEFA 유로파리그: 2024–25[14]

### 개인
- 세리에 A 최우수 신인상 : 2019-20
- 풋볼스갈란 최우수 미드필더 : 2020
- 스웨덴 올해의 선수 : 2022, 2023